# Тенгиз Бурджанадзе
„Тенгиз Бурджанадзе“ е мултифункционален стадион в Гори, Грузия. Използва се главно за футбол и на него играе тима на Дила Гори. Стадионът има капацитет от 5 000 места.